# Wortgrenze
Unter Wortgrenze versteht man den Anfang und/oder das Ende eines Wortes. 

## Merkmale der Wortgrenze
Seit Ende des 8. Jahrhunderts verwendet die Schriftsprache im Großen und Ganzen das Leerzeichen (Leerstelle) als Markierung der Wortgrenze und ermöglicht die Bestimmung des graphematischen Wortes.
Im deutschen gesprochenen Sprachgebrauch sind nicht alle Wortgrenzen durch phonologische Merkmale erkennbar. Direkt erkennbar sind Wortgrenzen zum Beispiel bei vokalisch anlautenden Worten durch den glottalen Verschlusslaut, welcher eine klare Formantstruktur vorgibt.

## Darstellung der Wortgrenzen
Die moderne Linguistik kennzeichnet Wortgrenzen bei Bedarf mit dem Zeichen "#". (Beispiel: [#zi:#is#vax#] 'sie ist wach'.)

## Bedeutung der Wortgrenzen
Wortgrenzen sind eine Hilfe, um Wörter in Texten nach möglichst eindeutigen Kriterien zu erkennen. Sie können zum Beispiel als Hilfsmittel genutzt werden, um Wörter in Texten auch durch Computer zu identifizieren. Allerdings muss man sich darüber im Klaren sein, dass auf diese Weise Wörter anders bestimmt werden, als wenn man sie etwa phonetisch/phonologisch, grammatisch oder semantisch bestimmt. Für viele Zwecke genügt aber die Bestimmung der Wörter mithilfe des Kriteriums der Wortgrenzen.